# أوه يونغ ران
أوه يونغ ران مواليد 6 سبتمبر 1972، هي لاعبة كرة يد كورية جنوبية تلعب كحارس مرمى. مثلت منتخب كوريا الجنوبية لكرة اليد للسيدات. شاركت في دورة الألعاب الأولمبية الصيفية سنة 1996.

## سجل المنافسة
شاركت في البطولات التالية:
- الألعاب الأولمبية الصيفية 2016

## الميداليات
| الميدالية | المسابقة                       |
| --------- | ------------------------------ |
| فضية      | الألعاب الأولمبية الصيفية 1996 |
| فضية      | الألعاب الأولمبية الصيفية 2004 |
| برونزية   | الألعاب الأولمبية الصيفية 2008 |

## روابط خارجية
- أوه يونغ ران على موقع أوليمبيديا (الإنجليزية)